# Wittevrouwenpoort

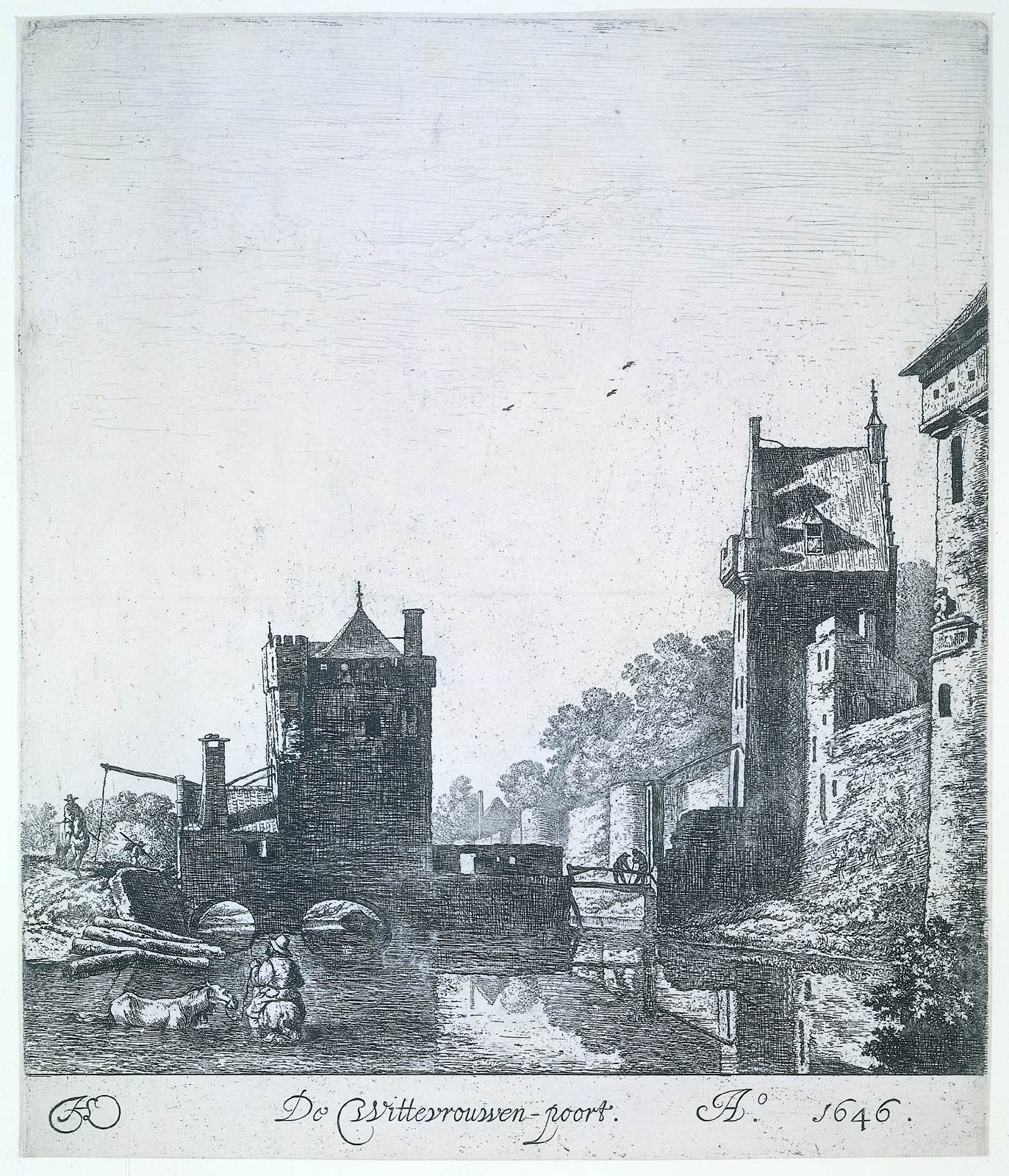
De Wittevrouwenpoort in 1646 afgebeeld door Herman Saftleven

De Wittevrouwenpoort, gebouwd omstreeks 1230, was vanaf de middeleeuwen een van de vier toegangen via stadspoorten tot de stad Utrecht. De poort bevond zich aan de noordoostzijde van de huidige binnenstad bij de Wittevrouwensingel waar heden de Wittevrouwenbrug ligt. De poort is vernoemd naar het Wittevrouwenklooster dat in de middeleeuwen nabij lag en dat onder meer ook zijn naam aan de huidige Utrechtse buurt Wittevrouwen gegeven heeft. In tegenstelling tot de huidige buurt bevond het klooster zich binnen de oude stadsmuur.
In 1649 werd, waarschijnlijk om fiscale en politionele redenen, besloten de stadspoort te vernieuwen. De architecten Arent van 's Gravensande en Hendrik Aertsz. Struys maakten beide een ontwerp. In november van 1649 besluit de Vroedschap voor het ontwerp van Struys te gaan. Het gebouw kreeg een bekroning van Pieter Post.
Rond 1858 is de Wittevrouwenpoort gesloopt. Op de plek verrees een nieuw gebouw. In het nieuwe pand, gebouwd door aannemer J. van der Lip, werd de klok („Odulphus") van de voormalige Wittevrouwenpoort, in 1554 gegoten door Jan Tolhuys, op het dak in het vierkantige torentje gehangen. Het nieuwe gebouw deed dienst als Commiezenhuis en was later lange tijd een politiepost.
Uit de tijd van de sloop is nog een gedichtje bekend:
Die schoone poort werd omgesmeten
Door wuften tijdgeest, niet door tijd;
Mijn vrienden, gij zult niet vergeten
Hoe haar gezicht ons heeft verblijd,
Zoo vaak wij weer naar Utrecht togen
Als academieburgers zaam,
Dan kwam ze als zegeboog voor oogen
Met haar jonkvrouwelijke naam.

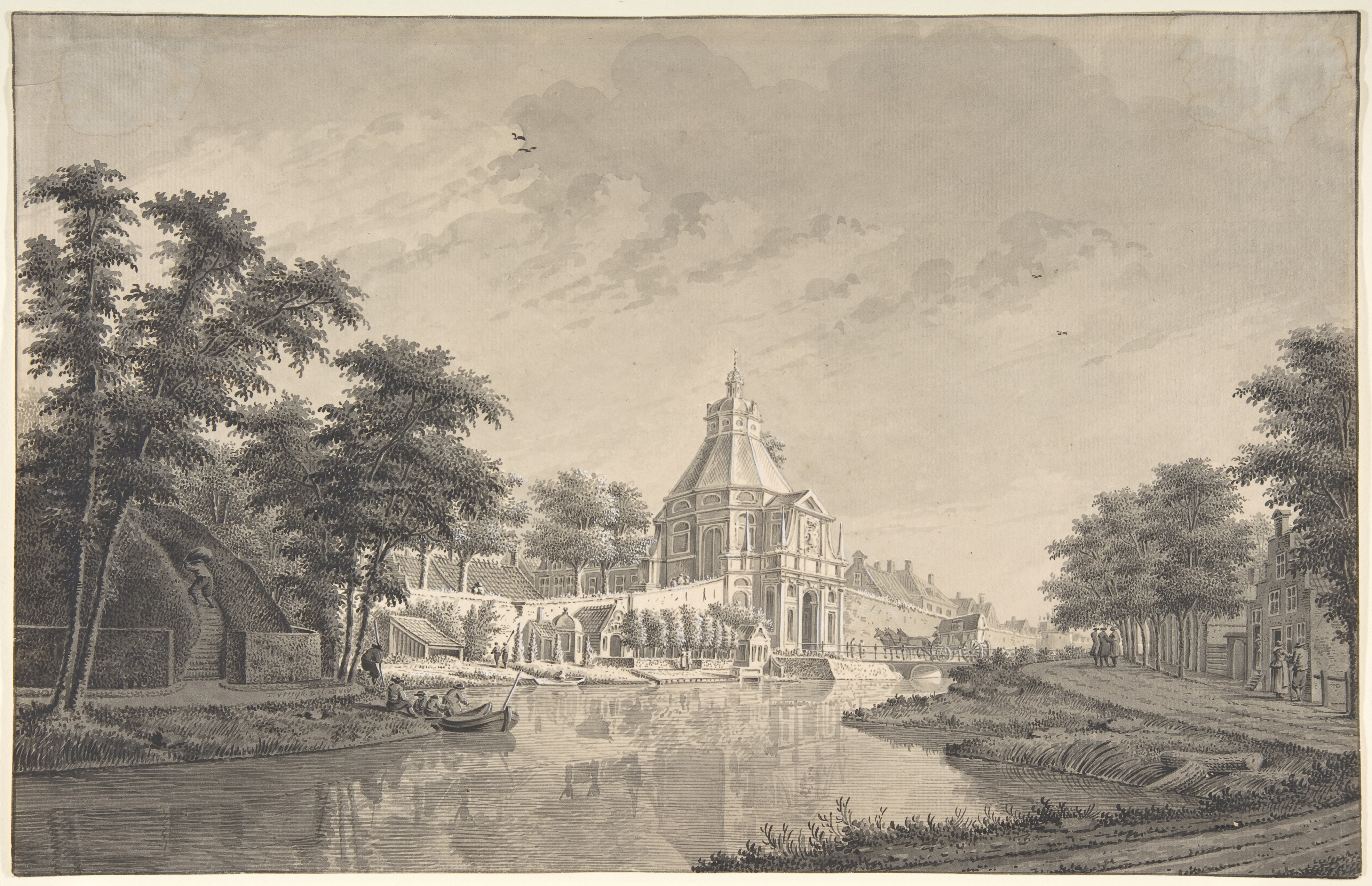
De poort, met een deel van de omwalling en een bolwerk, afgebeeld door Dirk Verrijk.
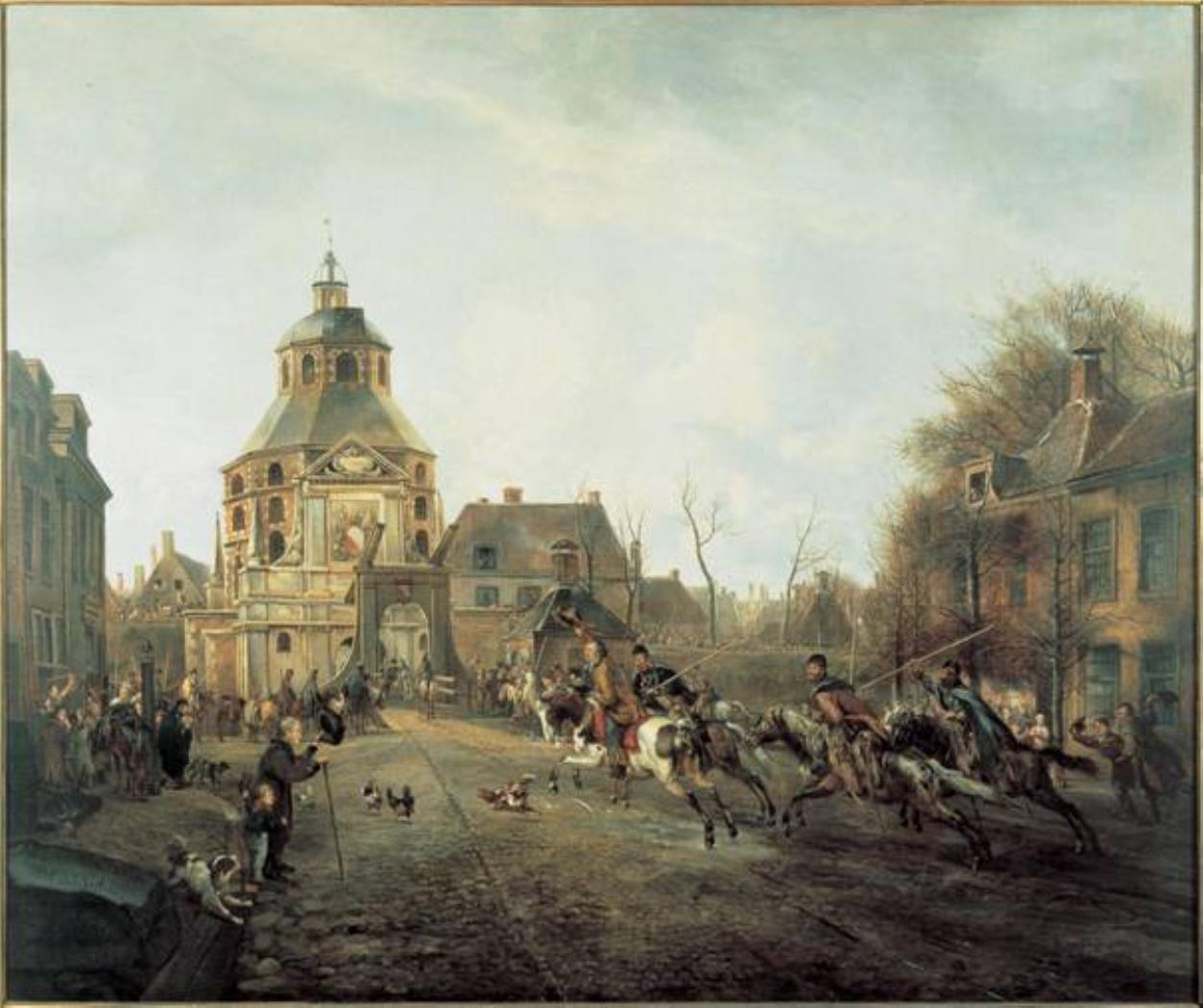
De stadspoort in 1813 bij de aankomst van de kozakken in Utrecht, geschilderd in 1816 door Pieter Gerardus van Os
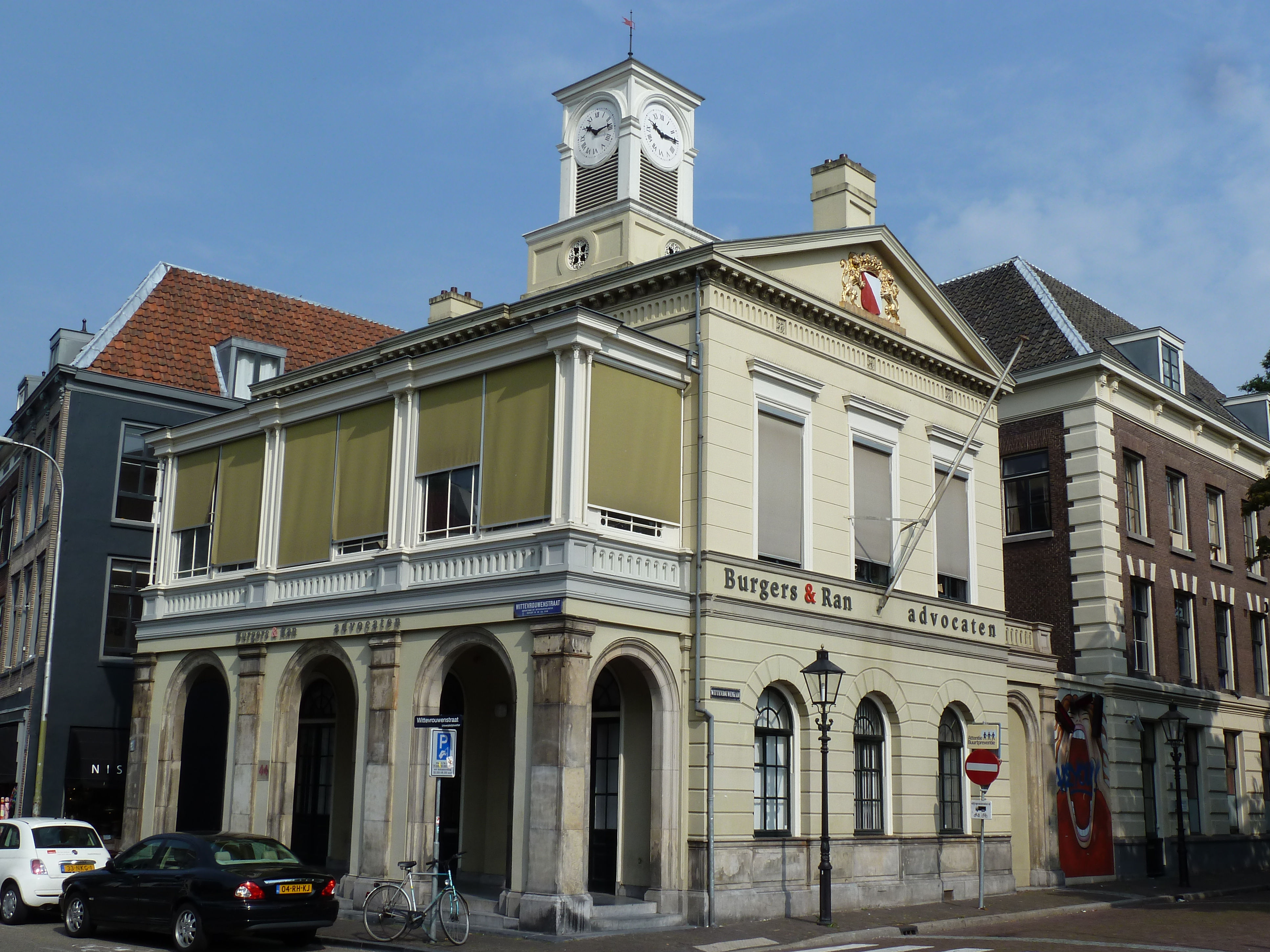
Rijksmonumentaal pand aan de Wittevrouwenstraat 44 op de plaats van de Wittevrouwenpoort. Lange tijd fungeerde het als politiepost.

Alleen van de Wittevrouwenpoort bestaat nog een foto. Deze werd gemaakt niet lang voordat het poortgebouw afgebroken werd. Het is daarmee het enige poortgebouw van Utrecht dat gefotografeerd is. De foto wordt bewaard bij Het Utrechts Archief.